# Papatuka capensis
Papatuka capensis är en stekelart som först beskrevs av August Schletterer 1886.  Papatuka capensis ingår i släktet Papatuka och familjen hungersteklar. Inga underarter finns listade i Catalogue of Life.